# Estación de Guy Môquet
La estación de Guy Môquet es una estación del metro de París situada al norte de la capital, en el límite de los distritos XVII y XVIII. Forma parte de la línea 13.

## Historia
Fue inaugurada a principios de 1911 dentro del tramo inicial de la línea B de la Compañía de Ferrocarril Norte-Sur, que años después sería absorbida por la Compañía del Metropolitano de París integrándola en la línea 13. 
Fue inaugurada con el nombre de Carrefour Marcadet aunque poco después, en 1912 su nombre fue modificado a Marcadet - Balagny en honor a Balagny una figura política local. No recibió su nombre actual hasta después de la Segunda Guerra Mundial cuando se rebautizó con el nombre de Guy Môquet en referencia a un militante comunista francés de 17 años fusilado por los alemanes durante el conflicto en represalia por un atentado contra uno de sus oficiales.

## Descripción
La estación se compone de dos andenes laterales de 75 metros de longitud y de dos vías.
En el año 2010, la estación fue renovada y despojada de los revestimientos metálicos que forraban la bóveda recuperando así el estilo que tenía cuando fue diseñada por la Compañía Nord-Sud a principios del siglo XX. De esta forma luce en su pleno esplendor los clásicos azulejos blancos biselados de la época, que se combinan con diversos trazos de color marrón que aparecen principalmente en lo alto de la bóveda, rodeando los paneles publicitario y en el zócalo. 
Su iluminación sigue el estilo New Neons, originaria de la línea 12 pero que luego se ha ido exportando a otras líneas. Emplea delgadas estructuras circulares, en forma de cilindro, que recorren los andenes proyectando la luz tanto hacia arriba como hacia abajo. Finos cables metálicos dispuestos en uve sostienen a cierta distancia de la bóveda todo el conjunto.
La señalización también ha recuperado el estilo Nord-Sud, caracterizado por su gran tamaño, donde el nombre de la estación se realiza combinando azulejos blancos y azules enmarcados por un trazo marrón. 
Por último, los asientos de la estación son los modernos Coquille o Smiley, unos asientos en forma de cuenco inclinado para que parte del mismo pueda usarse como respaldo y que poseen un hueco en la base en forma de sonrisa. 
Sobre el andén se han añadido flechas y marcas de color amarillo que pretenden facilitar la salida y la entrada de los viajeros a los trenes.
En la estación existía una pequeña vitrina con una exposición dedicada a Guy Môquet en la que se recordaba su detención, y se exhibía una fotografía de una carta que dirigió a sus padres, así como fragmentos de la misma. En el 2010, con la renovación de la estación esta vitrina fue sustituida por un panel metálico de 4 metros de ancho y 1,70 metros de altura con diversos fragmentos de textos y un dibujo que representa a Guy Môquet. Ha sido realizado por la agencia Curius.